# Liza Minnelli
Pour les articles homonymes, voir Minnelli.
Liza May Minnelli, née le 12 mars 1946 à Los Angeles (Californie, États-Unis), est une actrice, chanteuse et danseuse américaine.
Connue pour son imposante présence sur scène et sa puissante voix d'alto, Liza Minnelli fait partie du rare groupe d'artistes à avoir reçu un Emmy, un Grammy (Grammy Legend Award), un Oscar et un Tony (EGOT).
Fille de l'actrice et chanteuse Judy Garland et du deuxième époux de celle-ci, le réalisateur Vincente Minnelli, Liza Minnelli  passe une partie de son enfance à Scarsdale, dans l'État de New York, et déménage à New York en 1961 où elle commence sa carrière en tant qu'actrice de comédie musicale, artiste de boîte de nuit et artiste de musique pop traditionnelle. Elle fait ses débuts professionnels sur scène en 1963 dans la reprise de Best Foot Forward du Off-Broadway et remporte un Tony Award pour avoir joué dans Flora the Red Menace en 1965 qui marque le début de sa collaboration à vie avec John Kander et Fred Ebb. Ils écrivent, produisent ou mettent en scène de nombreux spectacles et émissions de télévision de Minnelli, et contribuent à créer son personnage de survivante stylisée sur scène, y compris ses interprétations d'hymnes à la survie (New York, New York, Cabaret et Maybe This Time) qui ont marqué sa carrière. Outre ses rôles sur scène et à l'écran, cette personnalité et son style d'interprétation ont contribué à faire de Minnelli une icône gay durable,,. D'après Fred Astaire dans Il était une fois Hollywood (That's Entertainment!) : « Si Hollywood était une monarchie, Liza serait notre princesse héritière. »
Liza Minnelli est principalement connue pour ses rôles de premier plan dans les films musicaux Cabaret en 1972 et New York, New York (aux côtés de Robert De Niro) en 1977 et de son interprétation de leurs thèmes titres. Elle obtient d'ailleurs un Oscar de la meilleure actrice pour son rôle dans Cabaret et reste à ce jour la seule personne récompensée par l'académie dont les deux parents ont également reçu un oscar.

## Enfance
Liza May Minnelli naît le 12 mars 1946 au centre médical Cedars-Sinaï à Los Angeles aux États-Unis. Son prénom lui vient de la chanson Liza (All the Clouds'll Roll Away) (en), écrite par les frères Gershwin (Ira et George Gershwin). Ira Gershwin était d'ailleurs son parrain. Son second prénom « May » lui vient de sa grand-mère paternelle.
Liza Minnelli grandit dans un milieu artistique aux côtés de son père le réalisateur Vincente Minnelli et de sa mère l'actrice Judy Garland. Toute sa vie, elle s'adonne à des activités artistiques variées, telles que le cinéma, le théâtre, le music-hall en privilégiant la comédie musicale. Elle est issue d'une grande famille de comédiens et de chanteurs, provenant du vaudeville et du cirque. Près de six générations d'artistes du côté maternel. Avant d'être immortalisée dans le Magicien d'Oz de Victor Fleming (1939), sa mère se produisait avec ses sœurs aînées dans tous les théâtres de vaudeville, elles formaient le groupe des Gumm Sisters. Quant à son père, il mena une belle carrière de metteur en scène, directeur artistique, décorateur, peintre et costumier à Broadway avant d'être appelé à Hollywood par la MGM. Liza Minnelli fait sa première apparition au cinéma à l'âge de deux ans et demi, dans la scène finale du film de sa mère intitulé Amour poste restante (In the Good Old Summertime), avec Van Johnson.

## Carrière

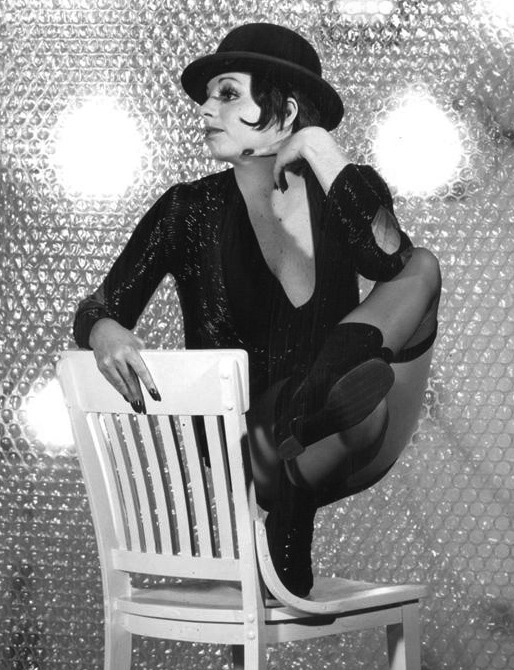
Liza Minnelli dans Cabaret.

La carrière de Liza Minnelli est plus longue que celles de ses deux parents qui ont pourtant aussi duré plusieurs décennies.
Elle débute à Broadway à l'âge de 16 ans dans la comédie musicale Best Foot Forward (en). L'année suivante, sa mère l'invite à se produire en concert avec elle au London Palladium. Retournant à Broadway à l'âge de dix-neuf ans, elle remporte son premier Tony Award pour son rôle dans Flora the Red Menace (en), la première comédie musicale créée par le tandem formé par John Kander et Fred Ebb (qui écriront plus tard Liza with a Z, Cabaret, New York, New York et Chicago, entre autres).
Sa première apparition notable au cinéma, elle la doit à Alan J. Pakula, qui lui donne le rôle de la jeune excentrique Pookie Adams dans le film Pookie (The Sterile Cuckoo). Elle obtient sa première nomination aux Oscars. En 1972, elle remporte enfin la statuette pour son rôle de Sally Bowles, dans Cabaret. Elle devient alors la seule personne récipiendaire d'un Oscar à Hollywood dont les deux parents ont eux aussi remporté un Oscar,.
En 1972, elle fait la couverture de Time et Newsweek la même semaine – ce doublet ne s'est jamais reproduit à ce jour. Elle gagne un Emmy pour le concert télévisé Liza with a Z de Bob Fosse, puis un Grammy Legend Award en 1990, et deux Golden Globes pour Cabaret de Fosse et le film télévisé A Time to Live.
Artiste de scène avant tout, elle ne laisse pas le monde du théâtre de côté, et récolte deux autres Tony Awards dans les années 1970 : un Tony spécial en 1974 et un second pour The Act en 1978.
Après l'accueil tiède réservé au film New York, New York de Martin Scorsese, Minnelli renoue avec le succès en 1981 avec le film Arthur. Elle s'éloigne ensuite du chemin des studios et se consacre à la scène, notamment à la tournée mondiale qu'elle entreprend avec Sammy Davis Jr. et Frank Sinatra, à la fin des années 1980, « The Ultimate Event ».
En 1989, elle enregistre le disque pop (Results) avec les Pet Shop Boys qui contient le tube Losing My Mind : c'est un très grand succès des deux côtés de l'Atlantique.
Le 30 septembre 1991, la chambre de commerce de Los Angeles l'honore d'une étoile sur le Hollywood Walk of Fame pour sa carrière théâtrale. Son étoile se trouve sur Hollywood Boulevard, au numéro 7000 (proche de celle de son père, au numéro 6676).
Grande amie de Charles Aznavour qu'elle considère comme son mentor, elle interprète ses chansons aux États-Unis. En 1992, une série de concerts Aznavour-Minnelli scelle le lien artistique très fort qui existe entre les deux artistes ; au palais des congrès de Paris d'abord, puis au Carnegie Hall à New York. La même année, elle participe au gigantesque concert caritatif au stade mythique de Wembley (GB) pour la mort de Freddie Mercury. Elle accompagne les membres restants du groupe Queen : Brian May, Roger Taylor et John Deacon sur la chanson We Are the Champions.
Elle retourne à Broadway en 1997, et remplace brièvement Julie Andrews dans le rôle-titre de la comédie musicale Victor Victoria, au Marquis Theatre de New York.
En 2003 et 2004, elle apparaît dans les campagnes de publicité de la marque de cosmétiques MAC, qui lui dédie une gamme de maquillage qu'elle leur a inspirée, notamment avec des grands faux cils.
En 2004 et 2005, Ron Howard lui demande d'apparaître régulièrement dans la série encensée par la critique et le public Arrested Development : le public la découvre alors sous un jour humoristique (Lucille 2 Austero).
En juin 2005, elle est en France pour le Festival de Cannes, puis pour un concert à l'opéra Garnier en février 2006, le Grand Bal de Deauville en août 2006 et une apparition à la première de Cabaret aux Folies Bergère de Paris avec Claire Pérot dans le rôle de Sally Bowles.
En septembre 2006, Minnelli prépare une série de concerts aux États-Unis (Las Vegas, Floride) et une autre en Scandinavie en avril 2007. Elle assure également la promotion du DVD Liza with a Z en Europe, et écrit un scénario de film qui sera produit par les producteurs du film Chicago. En novembre, elle apparaît dans New York, section criminelle pour l'épisode intitulé Mort d'une petite icône. Elle y joue une ancienne reine de beauté dont la fille est assassinée le jour d'Halloween.
En juin 2007, Liza Minnelli présente son concert avec les nouveaux numéros consacrés à sa marraine Kay Thompson en Amérique du Sud (Uruguay, Chili, Brésil et Argentine). En août, Liza May Minnelli rentre d'une tournée européenne triomphale, après quatre dates espagnoles (Marbella, Cap Roig, Madrid, Santander), deux concerts monégasques au Sporting club de Monaco, et une date sicilienne, dans le théâtre antique grec de Taormina. Cela faisait dix ans qu'elle n'avait plus chanté dans la principauté et en Sicile, contre 33 ans pour l'Espagne. À partir de septembre 2007, elle repart en tournée aux États-Unis, et repasse par l'Europe mi-décembre pour deux concerts exceptionnels à Copenhague. Elle enregistre ensuite un CD consacré à Kay Thompson.
En mai 2008, elle est à nouveau en Europe, dans une tournée qui compte notamment sept dates en Grande-Bretagne (Londres, Manchester, Birmingham, Nottingham et Glasgow), avant de revenir durant l'été en Espagne (Saint-Sébastien) ainsi qu'en Allemagne (Ulm, Regensburg et Wofsburg) avec son dernier spectacle hommage à sa marraine Kay Thompson intitulé Bazazz: The Godmother and the Goddaughter. En juin, elle enregistre à Vancouver son tout nouveau spectacle télévisé, The Godmother and the Goddaughter, qui est diffusé sur les écrans américains dans le courant de l'année. À partir du 3 décembre 2008 jusqu'au 4 janvier 2009, elle se produit au Palace Theater dans Times Square (ou Broadway) à New York. Une partie du spectacle est réservée à l'hommage qu'elle rend à sa marraine, Kay Thompson.
Le 26 juin 2009, elle rend hommage à Michael Jackson sur le plateau de TF1 lors du journal télévisé, puis le lendemain donne le coup d'envoi de la Marche des Fiertés à Paris.
Le 11 juillet 2011, elle est décorée par Frédéric Mitterrand et obtient le rang d'officier de la Légion d'honneur.
Les 5 mars 2013 et 5 juillet 2014, elle remonte sur les planches de l'Olympia de Paris pour sa tournée dans les grandes capitales.
Liza Minnelli fait de nombreuses apparitions dans les séries télévisées telles que Arrested Development, New York, section criminelle, Drop Dead Diva et bien d'autres.
Grande amie de Halston, un créateur de mode américain, icône au milieu des années 1970 de la mode disco et du Studio 54.
Elle participe activement à la lutte contre le sida et se produit souvent en France, au profit de l'association Care. Elle est souvent considérée comme une icône gay pour la communauté homosexuelle, à cause de son style, de son maquillage et de son lien avec Judy Garland, sa mère, autre grande Gay icon.
Elle a une passion pour la France, qu'elle doit à son père, réalisateur entre autres de An American in Paris et Gigi. Elle parle d'ailleurs très bien français.[réf. nécessaire]

## Mariages et vie privée
Liza May Minnelli a été mariée et divorcée quatre fois. Elle se marie en premier lieu avec l'artiste Peter Allen (de son nom civil Peter Allen Woolnough), le 3 mars 1967. Allen, né en Australie, est le protégé de Judy Garland au milieu des années 1960. Ils divorcent le 24 juillet 1974. Liza Minnelli déclare à la rédactrice en chef de The Advocate, Judy Wieder, en septembre 1996 : « J'ai épousé Peter, et il ne m'a pas dit qu'il était gay. Tout le monde le savait, sauf moi. Et j'ai découvert ... eh bien, laissez-moi le dire de cette façon : Je ne surprendrai jamais quelqu'un en rentrant à la maison aussi longtemps que je vivrai. J'appelle d'abord ! ».
Cette même année, le 15 septembre 1974, Liza Minnelli épouse Jack Haley Jr., un producteur et réalisateur, fils de l'acteur Jack Haley qui avait partagé l'affiche avec Judy Garland dans Le Magicien d'Oz en 1939. Ils divorcent en avril 1979.
Liza Minnelli a été mariée à Mark Gero, sculpteur et directeur de revue, du 4 décembre 1979 à leur divorce en janvier 1992.
Elle a été mariée à David Gest (en), un promoteur de concerts, du 16 mars 2002 jusqu'à leur séparation en juillet 2003 puis leur divorce en avril 2007,. S'en est ensuivie une procédure de divorce, relayée par les journaux à scandale du monde entier. Dans un procès, en 2003, Gest a allégué que Liza Minnelli le battait lors de crises d'alcoolisation pendant leur mariage. Le couple avait un projet d'adoption d'une fillette de 3 ans.
Liza Minnelli a également eu des relations avec Rock Brynner (fils de Yul Brynner), Desi Arnaz Jr., l'acteur Peter Sellers et avec le réalisateur Martin Scorsese,.
Son amitié étroite avec le chanteur français Charles Aznavour a été décrite par ce dernier comme « plus que des amis et moins que des amants ».

## Décorations
Liza Minnelli est faite chevalière de la Légion d'honneur le 20 novembre 1987, en présence de Simone Veil. Elle est faite officière le 11 juillet 2011 par le ministre de la Culture Frédéric Mitterrand, en présence de Line Renaud.
Elle est promue commandeure de l'ordre des Arts et des Lettres le 25 février 1987 à Paris.
 Officier de la Légion d'honneur

 Commandeur de l'ordre des Arts et des Lettres

## Filmographie

### Cinéma
- 1949 : Amour poste restante (In the Good Old Summertime) de Robert Z. Leonard : le bébé
- 1967 : Charlie Bubbles d'Albert Finney
- 1969 : Pookie (The Sterile Cuckoo) d'Alan J. Pakula
- 1970 : Dis-moi que tu m'aimes, Junie Moon (Tell Me That You Love Me, Junie Moon) d'Otto Preminger
- 1972 : Cabaret de Bob Fosse
- 1974 : Il était une fois Hollywood (That entertainment) de Jack Haley Jr.
- 1974 : Journey Back to Oz d'Hal Sutherland (filmé en 1964)
- 1975 : Les Aventuriers du Lucky Lady (Lucky Lady) de Stanley Donen : Claire
- 1976 : La Dernière Folie de Mel Brooks (Silent Movie) de Mel Brooks : elle-même
- 1976 : Nina (A Matter of Time) de Vincente Minnelli
- 1977 : New York, New York de Martin Scorsese
- 1981 : Arthur de Steve Gordon
- 1983 : La Valse des pantins (The King of Comedy) de Martin Scorsese
- 1984 : Les Muppets à Manhattan de Frank Oz
- 1985 : That's Dancing! (en) de Jack Haley Jr. (narratrice)
- 1987 : Pinocchio and the Emperor of the Night d'Hal Sutherland (voix)
- 1987 : Assistance à femme en danger (Rent-a-Cop) de Jerry London
- 1988 : Arthur 2 : Dans la dèche de Bud Yorkin
- 1991 : Stepping Out de Lewis Gilbert
- 2006 : The Oh in Ohio de Billy Kent
- 2009 : Broadway, beyond the Golden Age de Rick McKay (documentaire)
- 2010 : Sex and the City 2 : elle-même

### Télévision
Liza Minnelli est également une invitée régulière de certains talk shows américains (animés par David Letterman, Larry King, Tony Danza, ou par le passé par Johnny Carson, Jack Paar, Dinah Shore et Ed Sullivan) et britanniques (Graham Norton, Ruby Wax, Sharon Osbourne et Parkinson).
- 1963 : The Judy Garland Show (en)
- 1963 : The Judy Garland Christmas Show
- 1964 : Judy and Liza at the Palladium
- 1965 : The Dangerous Christmas of Red Riding Hood de Sid Smith
- 1972 : Liza with a Z
- 1975 : Sammy And Company
- 1976 : The Bell Tepephone Jubilee
- 1976 : Life Goes To The Movies
- 1979 : Le Muppet Show
- 1980 : Goldie and Liza Together
- 1980 : Baryshnikov On broadway
- 1984 : Faerie Tale Theatre: The Princess And The Pea
- 1985 : Cœur en sursis (A Time to Live) de Rick Wallace
- 1987 : Happy 100th Birthday Hollywood
- 1988 : Sam Found Out: A Triple Play de Piers Haggard
- 1989 : Frank, Liza And Sammy: The Ultimate Event
- 1991 : The Freddie Mercury Tribute
- 1992 : Aznavour Minnelli : Palais des congrès
- 1993 : Liza Minnelli: Live from Radio City Music Hall
- 1993 : Sondheim, A Celebration At Carnegie Hall
- 1994 : Parallel Lives (en) de Linda Yellen
- 1995 : The West Side Waltz d'Ernest Thompson
- 1999 : Jackie's Back!
- 1999 : My Favorite Broadway, The Leading Ladies
- 2001 : Michael Jackson: 30th Anniversary Celebration
- 2004 : The Royal Variety Performance
- 2003 - 2005: Arrested Development : Lucille Austero
- 2004 : Charles Aznavour : Bon Anniversaire Charles
- 2006 : Inside the Actors Studio (Février 2006)
- 2006 : New York, section criminelle : saison 6, épisode 6 : Mort d'une petite icône (31 octobre 2006) : Bethany Harner
- 2013 : Arrested Development : Lucille Austero
- 2013 : Smash : elle-même (saison 2, épisode 10)
- 2013 : Drop Dead Diva (saison 1) : une voyante

### Théâtre
- Best Foot Forward (en) (1963) (off-Broadway)
- The Fantasticks (1964) (tournée)
- Carnival (en) (1964) (tournée)
- Flora the Red Menace (en) (1965) (Broadway)
- Liza, starring Liza Minnelli (1974) (one-woman-show, Broadway)
- Chicago (1975) (remplacement de Gwen Verdon à partir d'août 1975, Broadway)
- The Act (1977) (Broadway)
- The Owl and the Pussycat (1979) London West End
- By Myself (1983) one-woman-show, Los Angeles et Londres
- The Rink (1984) (Broadway)
- Victor Victoria (1997) (remplacement de Julie Andrews) (Broadway)
- Minnelli on Minnelli (1999) Broadway
- Liza's Back! (2002) Broadway
- Liza's at the Palace (2008) Broadway

#### Voix françaises
Bien que parlant couramment le français, Liza Minnelli a tout de même été doublée dans la version française de la plupart de ses films en raison de son accent.
- Arlette Thomas dans :
  - Cabaret
  - Les Aventuriers du Lucky Lady
  - New York, New York
  - Les Muppets à Manhattan
  - New York, section criminelle (série télévisée)

- Marie Martine dans :
  - Pookie
  - Arrested Development (série télévisée - 2e voix)

- Danièle Hazan dans :
  - Arrested Development (série télévisée - 1re voix)
  - Drop Dead Diva (série télévisée)

et aussi
- Béatrice Delfe dans Arthur
- Michèle Bardollet dans Sex and the City 2

Elle fut également doublée au Québec par la comédienne Claudine Chatel dans Arthur 2 : Dans la dèche et The Oh in Ohio.

## Discographie

### Albums
- Best Foot Forward (1963) (casting original)
- Liza! Liza! (1964) US #115
- Judy Garland and Liza Minnelli Live at the London Palladium (1965) US #41
- Flora the Red Menace (1965) (casting original) US #111
- It Amazes Me (1965)
- There Is a Time (1966)
- The Dangerous Christmas of Red Riding Hood (1966) (bande originale)
- Liza Minnelli (1968)
- Come Saturday Morning (1969)
- New Feelin' (1970) US #158
- Liza Minnelli: Live at the Olympia in Paris (1972, enregistré en décembre 1969)
- Cabaret (1972) (bande originale) US #25 UK #13
- Liza with a 'Z' (1972) (bande originale) US #19 UK #9
- The Singer (1973) US #38 UK #45
- Liza Minnelli: Live at the Winter Garden (1974) US #150
- Lucky Lady (1975) (bande originale)
- A Matter of Time (1976) (bande originale)
- New York, New York (1977) (bande originale) US #50
- Tropical Nights (1977)
- The Act (1978) (casting original)
- Live at Carnegie Hall (1981, édition limitée)
- The Rink (1984) (casting original)
- Liza Minnelli at Carnegie Hall (1987) US #156
- Results (1989) US #128 UK #6, produit par les Pet Shop Boys
- Stepping Out (1991) (bande originale)
- Liza: Live from Radio City Music Hall (1992)
- Duets (1993), de Frank Sinatra
- Aznavour Minnelli : Paris, palais des congrès (1995)
- The Life: A New Musical (1996)
- Gently (1996) US #156 UK #58 (dont duos avec Johnny Mathis et Donna Summer)
- Minnelli on Minnelli: Live at the Palace (1999)
- Liza's Back (2002)
- The God-Mother and The God-Daughter (prochainement)
- Mama (Avec My Chemical Romance, sur l'album The Black Parade) (2006)
- The Complete A&M Recordings (compilation) (2008)
- Liza's at the Palace (2009)
- Confessions (2010)

### Singles
- You Are For Loving (1963, 500 000 copies)
- New York, New York (US #104, 1977)
- Losing My Mind (UK #6, août 1989) (US #11)
- Don't Drop Bombs (UK #46, octobre 1989)
- So Sorry, I Said (UK #62, novembre 1989)
- Love Pains (UK #41, mars 1990) (US #40)